# 謝孚
謝孚，字以成，號易軒，山東人、一作安徽當塗人。明朝政治人物、進士。
永乐四年（1406年）丙戌科三甲第三十六名進士。累官任陝西道監察御史，后升福建按察使副使，死於任上。其子謝騫為正統年間進士。